# Akademisches Selbstkonzept
Akademisches Selbstkonzept ist ein verbreiteter Anglizismus für den Begriff schulisches Selbstkonzept (academic self-concept). Man versteht darunter den Teil des Selbstkonzepts einer Person, der sich im Zusammenhang mit schulischen (akademischen) Bereichen entwickelt. Es enthält alle auf die eigene Person bezogenen Informationen, wie zum Beispiel das Wissen über die eigenen Fähigkeiten, Vorlieben, Überzeugungen und Absichten in schulischen Bereichen wie beispielsweise Mathematik oder Sprachen. Zusätzlich zu dieser kognitiven, das heißt beschreibenden und bewertenden, Komponente beinhaltet das akademische Selbstkonzept auch eine emotionale Komponente, also die Einstellung gegenüber der eigenen Person in schulischen Bereichen auf der emotionalen, gefühlsmäßigen Ebene. Die beiden Komponenten des akademischen Selbstkonzepts sind jedoch zu trennen. In der aktuellen Forschung wird unter dem akademischen Selbstkonzept vornehmlich die kognitive Komponente, das heißt die Selbstwahrnehmung eigener Fähigkeiten und Kompetenzen verstanden.

## Struktur
In der Forschung geht man davon aus, dass es ein akademisch/mathematisches und ein akademisch/verbales Selbstkonzept gibt. Diese werden als voneinander unabhängig angesehen. Das akademisch/mathematische Selbstkonzept setzt sich aus den Selbstkonzepten in den naturwissenschaftlichen Bereichen und in Mathematik zusammen, während das akademisch/verbale Selbstkonzept aus den Selbstkonzepten in den einzelnen sprachlichen Bereichen besteht. Inzwischen konnte gezeigt werden, dass das schulische Selbstkonzept noch stärker inhaltsspezifisch gefasst und diagnostiziert werden muss. Entsprechend bilden Schüler für jedes Schulfach fachspezifische schulische Selbstkonzepte aus.

## Einflüsse auf das akademische Selbstkonzept
Nach anfänglichen Kontroversen über Wirkungsrichtung zwischen Leistung und Selbstkonzept geht man heute davon aus, dass sowohl das schulische Selbstkonzept die Leistung beeinflusst (self-enhancement-model), als auch die Leistung auf das Selbstkonzept rückwirkt (skill-development-model). Es bestehen also wechseitige (reziproke) Zusammenhänge zwischen beiden. Sie lassen sich finden, wenn Leistung durch Schulnoten und durch standardisierte Leistungstests erfasst wird. Die Zusammenhänge sind fachspezifisch. So hat zum Beispiel das Selbstkonzept in Mathematik einen höheren Zusammenhang zur Leistung in Mathematik als zur Leistung in Deutsch. Zumindest für den Grundschulbereich und den fachlichen Bereich des Lesens stellt jedoch Forschung mit neueren Methoden die wechselseitigen Zusammenhänge in Frage.
Einen maßgeblichen Einfluss auf das akademische Selbstkonzept einer Person haben die so genannten Referenzrahmen (vergleiche Streblow, 2004). Darunter sind Standards zu verstehen, gegen die eine Person ihre eigenen schulischen Leistungen vergleicht. Für das akademische Selbstkonzept sind drei Vergleichsarten von großer Bedeutung: Der soziale Vergleich (Vergleich der eigenen Leistungen in einem schulischen Bereich mit den Leistungen anderer Personen in demselben Bereich), der dimensionale Vergleich (Vergleich der eigenen Leistungen in einem schulischen Bereich mit den eigenen Leistungen in einem anderen schulischen Bereich); und der temporale Vergleich (Vergleich der eigenen Leistung in einem schulischen Bereich mit den eigenen Leistungen in demselben schulischen Bereich zu einem früheren Zeitpunkt).
Zu den Auswirkungen des sozialen Vergleichs auf das akademische Selbstkonzept siehe auch: Big-Fish-Little-Pond-Effekt.